# Jiangtian
Jiangtian (kinesiska: 江田) är en köping i sydöstra Kina. Den ligger i stadsdistriktet Changle i staden Fuzhou i provinsen Fujian, omkring 39 kilometer sydost om provinshuvudstaden Fuzhou. Antalet invånare är 44 552. Befolkningen består av 21 213 kvinnor och 23 339 män. Barn under 15 år utgör 14,0 %, vuxna 15-64 år 77 %, och äldre över 65 år 7,0 %.